# Северный Линкольншир

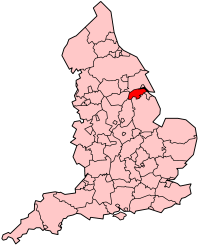
Северный Линкольншир на карте Англии

Се́верный Ли́нкольншир (Норт-Линкольншир, англ. North Lincolnshire) — унитарная единица на севере церемониального графства Линкольншир. Главный и крупнейший город унитарной единицы — Сканторп (население — 72 тыс. чел.).

## История
Образована 1 апреля 1996 года путём преобразования районов Глэнфорд, Сканторп, Ботферри (южной части) бывшего неметропольного графства Хамберсайд в унитарную единицу и перехода в церемониальное графство Линкольншир.

## География
Занимает территорию 846 км², омывается на северо-востоке эстуарием Хамбер, на юго-востоке граничит с унитарной единицей Северо-Восточный Линкольншир, на юге с неметропольным графством Линкольншир и церемониальным графством Ноттингемшир, на западе с церемониальным графством Саут-Йоркшир, на северо-западе с церемониальным графством Ист-Райдинг-оф-Йоркшир.

## Состав
В состав унитарной единицы входят 8 городов:
- Бартон-апон-Хамбер
- Бригг
- Бротон
- Киртон-ин-Линдси
- Кроул
- Сканторп
- Уинтертон
- Эпворт

## Население
На территории унитарной единицы Северный Линкольншир проживают 152 849 человек, при средней плотности населения 181 чел./км² (данные 2001 года).

## Политика
В совете унитарной единицы Северный Линкольншир заседают 43 депутата, избранных в 17 округах. На последних выборах[когда?] консерваторы получили 23 места в совете.

## Спорт
В городе Сканторп базируется профессиональный футбольный клуб «Сканторп Юнайтед», выступающий в сезоне 2010/2011 в Чемпионате Футбольной Лиги. «Сканторп Юнайтед» принимает соперников на стадионе Глэнфорд Парк (9 тыс. зрителей).